# Schweitzerischer Robinson 1725
Schweitzerischer Robinson. 1725 ist der Titel eines frühen Reiseberichts hauptsächlich über das heutige Russland, aus dem ersten Drittel des 18. Jahrhunderts.
Im Schweitzerischen Robinson gibt der Zürcher Pfarrer Beat Werdmüller die „Reisen“ des im September 1697 geborenen Christoph Gassmann wieder, der als Steinmetz auf der Wanderschaft in die Kriegswirren des Nordischen Kriegs geriet, nach der Teilnahme an der Schlacht von Poltawa, 1711 bei Bendery gefangen genommen und als Kriegsgefangener des Zaren zusammen mit einigen Dutzend weiteren West- und Nordeuropäern einige Jahre in Südrussland – so unter anderem bei den Kalmücken – verbrachte.
Um das Jahr 1721 wurde Christoph Gassmann freigelassen und verbrachte einige Zeit in Astrachan, auf dem Persischen Feldzug Peters des Grossen, sowie in Kasan, Moskau und St. Petersburg, bevor er 1724 wieder in die Schweiz zurückkehren konnte.
Da der Steinmetz Christoph Gassmann vermutlich des Schreibens unkundig war, fungierte sein Pfarrer Werdmüller als „Ghostwriter“, der Schweitzerische Robinson ist aber konsequent aus der Sicht Gassmanns erzählt. Einmalig am Reisebericht ist, dass es sich um ein frühes Selbstzeugnis einer Person von „niedrigem Range“, wie hier eines gewöhnlichen Handwerkers, handelt.
Das Buch ist 1725 im Zürcher Verlag Lindinner erschienen.
1966 erschien eine kommentierte Ausgabe im Berner Hallwag Verlag, 1971 eine russische Übersetzung in Paris.

## Ausgaben
- Schweitzerischer Robinson. 1725. Curiose Nachricht von den Reisen Christoph Gassmanns / des Stein-Metzen von Albis=Rieden. Der in Sächsischen und Schwedischen Kriegs-Diensten gestanden / bey Pultawa gefangen / nach Moscau, Casan, Astrachan / unter die Kalmucken und andere Tartaren geführet worden. fehrners eine Reise über die Caspische See und in Persien gethan und endlich A. 1724 nach 22jährigem Abwesen naher Hause gekommen. [...] Zusammengetragen von Beat Werdmüller, Pfr., Zürich 1725.
- Die Reisen Christoph Gassmans: 1702–1724. Zusammengetragen von Beat Werdmüller, neu hrsg. und erläutert von Michael Jeremijev. Bern 1966.
- Stranstvovanija Christofora Gassmana. Paris, Voenno-istoriceskaja biblioteka „Voennoj byli“, No. 16, 1971.